# 杜米尼奇區

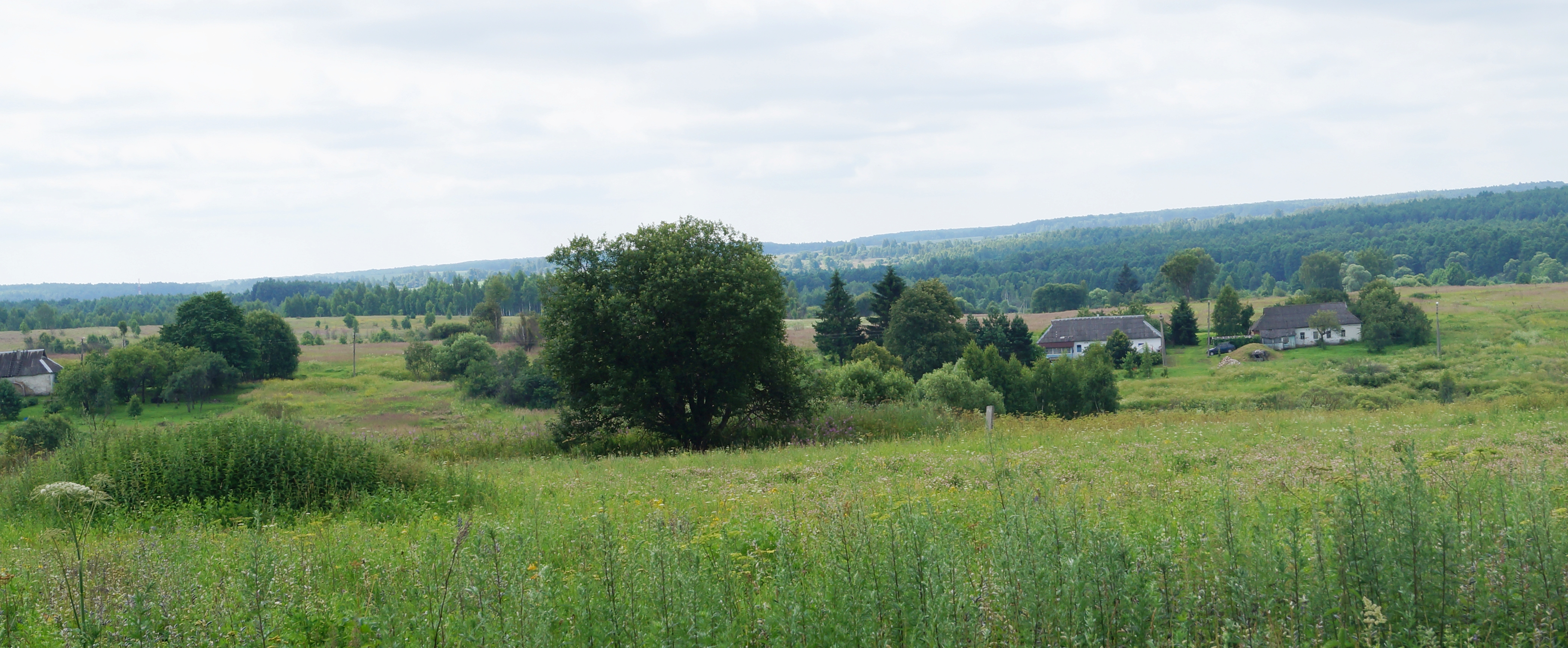

53°55′N 35°06′E / 53.917°N 35.100°E
杜米尼奇區（俄语：Думиничский район），是俄羅斯的一個區，位於該國西部，由卡盧加州負責管轄，面積1,174平方公里，2010年該區人口15,261，人口密度每平方公里13人。